# 本城亜夜
本城 亜夜（ほんじょう あや）は日本の女性声優。主にアダルトゲームに声をあてている。

## 出演作品
太字は主役・メインキャラクター

### ゲーム

#### 2012年
- 屋根裏の彼女（フランチェスカ・バートリ）
- みずぎ姉妹　エロエロ×ツンツン×ヘンタイ！（四條柚香）

#### 2013年
- こなかな2 Konatayori Kanatamade II（フランチェスカ・バートリ[1]）
- 聖ブリュンヒルデ学園少女騎士団と純白のパンティ ～甲冑お嬢様の絶頂おもらし～（兜不二子[2]）
- 妻ネトリ ～女教師の調教日誌～（狩野真琴[3]）
- 爆乳淫乱家庭教師（白沢玲子[4]）
- みずぎ姉妹 エロエロ×ツンツン×ヘンタイ!（柚香[5]）
- ♥りながっこうせいかつ（エロ神様[6]）